# Бони, Мел
Мел Бони́ (фр. Mel Bonis), настоящее имя Мелани Элен Бони (фр. Mélanie Hélène Bonis, 1 января 1858, Париж — 18 марта 1937, Сарсель) — французский композитор. Писала под псевдонимом «Мел Бони», чтобы скрыть тот факт, что автор — женщина.

## Биография и творчество
Мелани Элен Бони родилась в 1858 году в Париже. Девочка воспитывалась в строгости и получила религиозное образование. Музыке она начала учиться самостоятельно, несмотря на сопротивление родителей. Один из друзей семьи, заметив способности Мелани, представил её Сезару Франку, и через год, в возрасте 19 лет, она поступила в Парижскую консерваторию, где обучалась игре на органе у Франка. В этот же период там обучались Дебюсси и Пьерне. Мелани отличалась успехами в учёбе и была особо отмечена за гармонию и аккомпанемент.
В консерватории она познакомилась с Амеде Эттихом, певцом и музыкальным критиком, и хотела выйти за него замуж, но родители девушки воспротивились этому браку и, более того, заставили её бросить учёбу в консерватории, чтобы помешать их дальнейшим встречам. В 1883 году Мелани, по настоянию родителей, вышла замуж за промышленника Альбера Доманжа, вдовца и отца пятерых детей, который был старше её на 25 лет. В этом браке у неё родились трое детей.

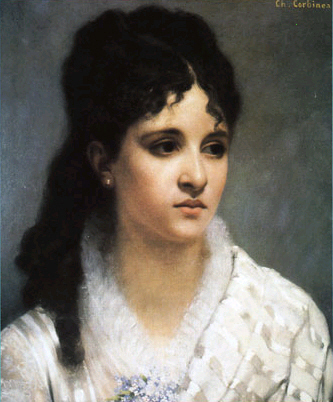
Мел Бони. Портрет работы Шарля-Огюста Корбино. 1885

Мелани перестала заниматься музыкой, но через несколько лет, снова встретив Эттиха, вернулась под его влиянием к творчеству. Мелани и Амеде по-прежнему были влюблены друг в друга, и для Мелани начался сложный период внутренней борьбы между чувством к нему и её религиозными убеждениями. У неё родился четвёртый ребёнок, внебрачная дочь Мадлен, которую она так и не смогла признать официально. Девочку растила бывшая горничная Мелани; когда ей исполнилось 13 лет, Эттих, к тому времени овдовев, признал её как своего ребёнка. Вскоре после начала Первой мировой войны приёмная мать Мадлен умерла, и Мелани забрала дочь к себе, представив её как свою крестницу и сироту. Муж Мелани умер в 1918 году. В это же время её старший сын Эдуар, вернувшись из военного плена, влюбился в Мадлен. Не имея других аргументов против их союза, мать вынуждена была раскрыть сыну и самой Мадлен тайну происхождения девушки. Это стало глубоким потрясением для всех троих, и Мелани так до конца и не оправилась от него. Тем не менее это сблизило её с дочерью, оказавшейся к тому же способным музыкантом. В 1923 году Мадлен вышла замуж и впоследствии стала матерью троих детей.
Несмотря на драматизм ситуации, эти годы стали для Мелани чрезвычайно плодотворными в плане композиции. Она создала, в частности, около 60 фортепьянных пьес, а также ряд дуэтов, произведений для двух фортепьяно и учебных пьес; около 30 пьес для органа; около двадцати камерных произведений, в том числе три сонаты для флейты, скрипки, виолончели и фортепьяно; два квартета для фортепьяно и струнных; «Сюиту в старинном стиле» для семи духовых инструментов; септет для фортепьяно, двух флейт и струнного квартета; одиннадцать оркестровых пьес и т. д. Творчество Бони отличается жанровым и стилевым разнообразием; в её музыке присутствуют черты постромантизма. Произведения Бони публиковали крупнейшие нотные издатели Франции; она много концертировала сама и отдавала свои произведения для исполнения известным музыкантам из Франции и Швейцарии.
Имя Мел Бони пользовалось широкой известностью, однако, не имея поддержки в семье и переживая постоянный внутренний конфликт, она постепенно отошла от творчества и жила уединённо, находя утешение в религии. Она умерла 18 марта 1937 года в Сарселе.